# Bombus niveatus
Bombus niveatus là một loài Hymenoptera trong họ Apidae. Loài này được Kriechbaumer mô tả khoa học năm 1870.

## Hình ảnh

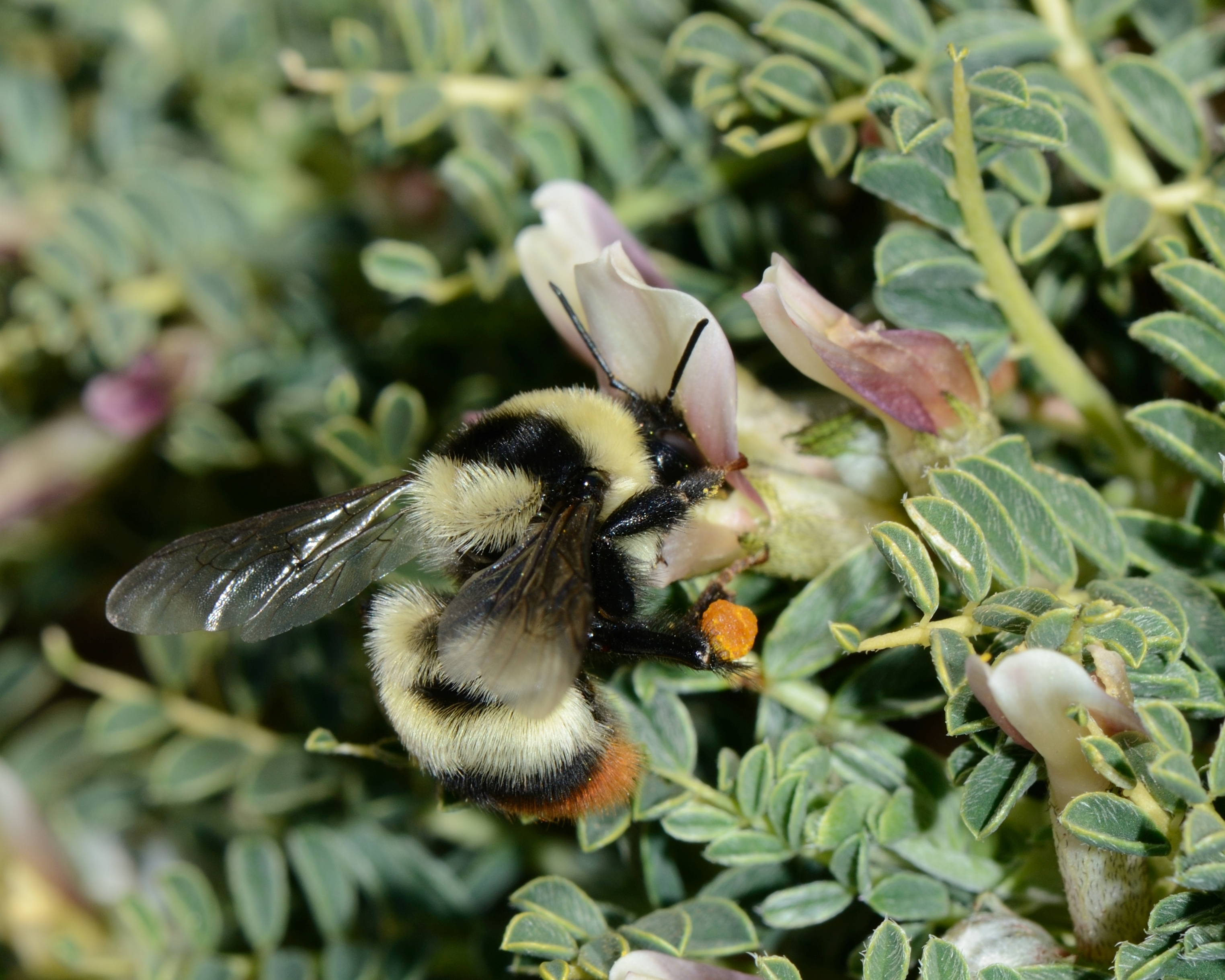
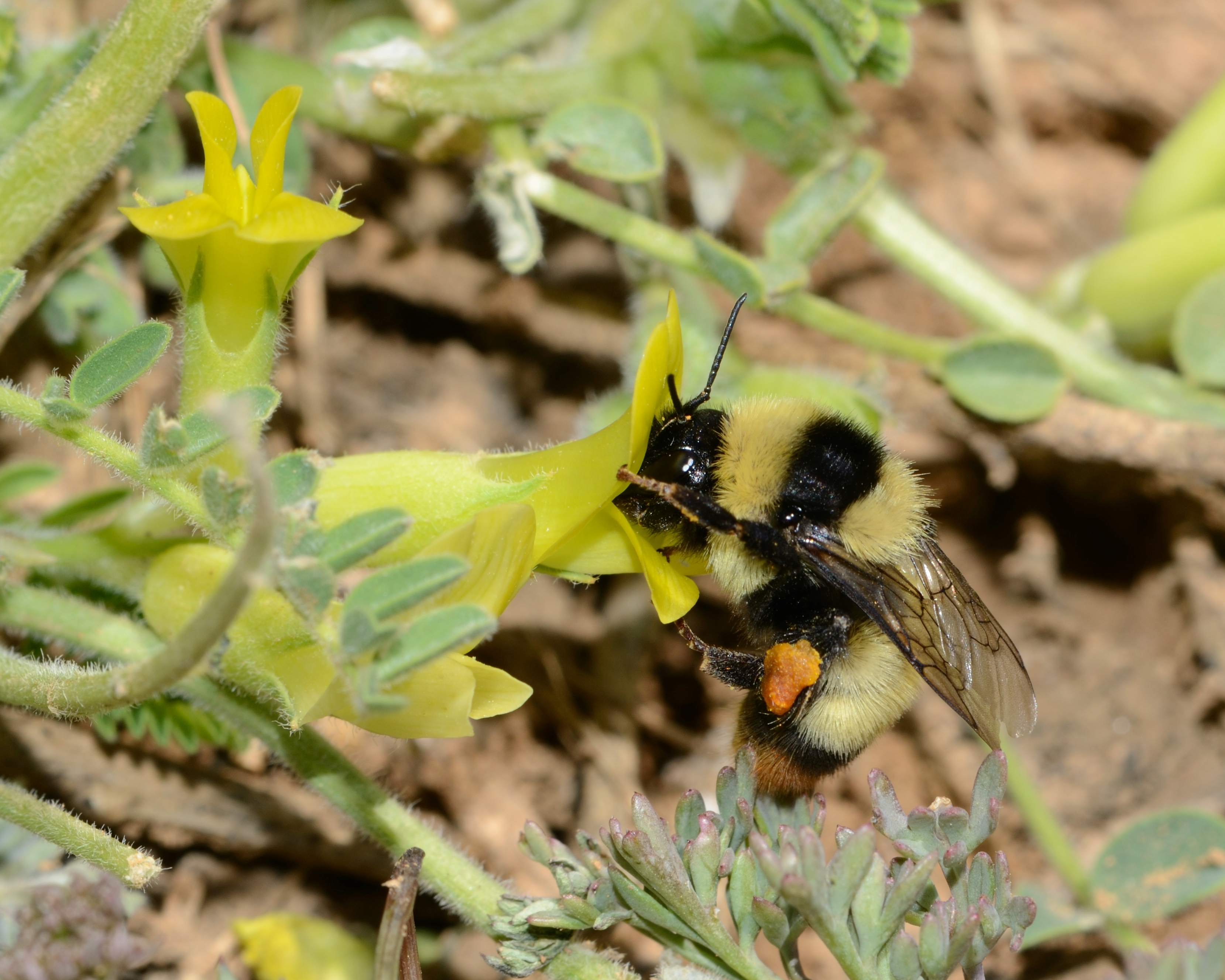